# Symposiachrus sacerdotum
A Symposiachrus sacerdotum a madarak osztályának verébalakúak (Passeriformes) rendjébe és a császárlégykapó-félék (Monarchidae) családjába  tartozó faj.

## Rendszerezése
A fajt Gerlof Mees holland ornitológus írta le 1973-ban, a Monarcha nembe Monarcha sacerdotum néven.

## Előfordulása
Indonéziához tartozó Kis-Szunda-szigetek területén, Flores szigetén honos. Természetes élőhelyei a szubtrópusi vagy trópusi síkvidéki esőerdők. Állandó, nem vonuló faj.

## Megjelenése
Testhossza 15 centiméter.

## Természetvédelmi helyzete
Az elterjedési területe kicsi, egyedszáma 2500-9999 példány közötti és csökken. A Természetvédelmi Világszövetség Vörös listáján veszélyeztetett fajként szerepel.